# Cyathea albosetacea
Cyathea albosetacea är en ormbunkeart som först beskrevs av Richard Henry Beddome, och fick sitt nu gällande namn av Edwin Bingham Copeland. Cyathea albosetacea ingår i släktet Cyathea och familjen Cyatheaceae. Inga underarter finns listade.